# Katie Britt
Katie Boyd Britt (Enterprise, Alabama; 2 de febrero de 1982) es una abogada, empresaria y política estadounidense, actual senadora de los Estados Unidos por Alabama desde enero de 2023. Miembro del Partido Republicano. 
Britt se graduó de la Universidad de Alabama y de la Facultad de Derecho de la Universidad de Alabama. Después de graduarse de la facultad de derecho en 2013, Britt trabajó en el bufete de abogados Butler Snow en Montgomery, Alabama; posteriormente, se desempeñó como jefa de gabinete del senador Richard Shelby de 2016 a 2018.

## Primeros años y educación
Britt nació de Julian y Debra Boyd. Se crio en las afueras de Fort Rucker y trabajó en la pequeña empresa de su familia durante su juventud. Britt se matriculó en la Universidad de Alabama, donde se especializó en ciencias políticas y se graduó en 2004 con una licenciatura en ciencias. Britt recibió un Doctorado en Jurisprudencia de la Facultad de Derecho de la Universidad de Alabama en 2013.

## Carrera
De 2004 a 2007, Britt trabajó como secretaria de prensa del senador Richard Shelby. De 2014 a 2021, trabajó en el bufete de abogados Butler Snow como abogada. De 2016 a 2018, Britt se desempeñó como jefa de personal de Shelby..
En diciembre de 2018, Britt fue seleccionada como presidenta y directora ejecutiva del Consejo Empresarial de Alabama. En junio de 2021, renunció a estos cargos en el Consejo Empresarial en medio de la especulación de los medios de una candidatura al Senado de los Estados Unidos.

### Elección al Senado de 2022
El 8 de junio de 2021, Britt anunció su candidatura en las primarias republicanas para las elecciones al Senado de los Estados Unidos de 2022 en Alabama. Como candidata al Senado, Britt se ha aliado públicamente con el expresidente Donald Trump. Britt ha respaldado las afirmaciones de fraude de Trump en las elecciones presidenciales de 2020. A pesar de eso, Donald Trump la ha criticado en varias ocasiones.
El 24 de mayo de 2022, Britt ganó la primera vuelta de las primarias republicanas con el 45 % de los votos, pero no obtuvo más de la mitad de los votos, por lo que avanzó a una segunda vuelta junto al representante Mo Brooks, derrotándolo con el 63 % de los votos.

## Vida personal
Katie Britt está casada con Wesley Britt, exjugador de la NFL. Viven en Montgomery, Alabama y tienen dos hijos.